# Ермоловка (Ульяновская область)
Ермоловка — село в Вешкаймском районе Ульяновской области России. Административный центр Ермоловского сельского поселения.

## География
Село находится в северо-западной части Ульяновской области, в лесостепной зоне, в пределах Приволжской возвышенности, на левом берегу реки Шарловки, на расстоянии примерно 16 километров (по прямой) к юго-западу от Вешкаймы, административного центра района. Абсолютная высота — 185 метров над уровнем моря.
Климат
Климат характеризуется как умеренно континентальный, с тёплым летом и умеренно холодной зимой. Средняя температура воздуха самого тёплого месяца (июля) — 20,4 °C (абсолютный максимум — 38 °C); самого холодного (января) — −14 °C (абсолютный минимум — −48 °C). Среднегодовое количество атмосферных осадков составляет 395—521 мм. Снежный покров образуется в конце ноября и держится в течение 128 дней.
Часовой пояс
Село Ермоловка, как и вся Ульяновская область, находится в часовой зоне МСК+1. Смещение применяемого времени относительно UTC составляет +4:00.

## История
Село основано в конце XVII века.
В 1760 году прихожанами был построен деревянный храм, обложенный кирпичём до восьмерика. Престолов в нём два: главный (холодный) — в честь Казанской иконы Божией Матери и в приделе  (тёплый) — во имя Святителя и Чудотворца Николая. Кроме местных прихожан в церковь ходили и из близлежащих деревень: сельца Шарлова, дер. Ребровки, дер. Паники. Земская школа здесь существует с 1866 года, в 1899 году открыта школа при химическом заводе Родионова.
В 1780 году, при создании Симбирского наместничества, село Николаевское Ермоловка тож, при реке Шарловке, однодворцев, помещичьих крестьян, вошло в состав Карсунского уезда.
В 1859 году село Ермоловка, удельных крестьян, по правую сторону Пензенской почтовой дороги, входило в 1-й стан Карсунского уезда Симбирской губернии.
В 1925 году основан колхоз имени Калинина.

## Население
| 2010 |
| ---- |
| 1035 |

Национальный состав
Согласно результатам переписи 2002 года, в национальной структуре населения русские составляли 94 % из 1111 чел.

## Инфраструктура
- СХПК (Колхоз) им Калинина[12], который удостоен знамени «Трудовая доблесть России»[10].